# Jerzy Bardziński
Jerzy Bardziński (ur. 23 listopada 1893 w Sokołowie, zm. 26 października 1933 w Warszawie) – ziemianin, podpułkownik kawalerii Wojska Polskiego, olimpijczyk, kawaler Orderu Virtuti Militari.

## Życiorys
Urodził się w majątku Sokołów, w rodzinie Jana i Izabeli z Ciechanowieckich . Jego pradziadem był Jan Nepomucen Bardziński.
1 lutego 1915 ukończył Twerską Szkołę Kawalerii i został w stopniu chorążego skierowany na służbę do 13 Narewskiego pułku huzarów. 15 lutego 1916 mianowany kornetem, 20 lipca 1916 porucznikiem. Z powodu choroby 9 września 1917 został przyjęty do lazaretu wojskowego, gdzie zakończył służbę . 
Po zakończeniu I wojny światowej i odzyskaniu przez Polskę niepodległości został przyjęty do Wojska Polskiego. Brał udział w wojnie polsko-bolszewickiej. Dowodził między innymi 14 pułkiem ułanów. W 1922 roku odznaczony dwukrotnie Krzyżem Walecznych jako rotmistrz byłego 1 pułku ułanów I Korpusu Polskiego w Rosji.
W latach 1921–1923 był attaché wojskowym przy Poselstwie RP w Londynie, pozostając oficerem nadetatowym 1 pułku ułanów. 3 maja 1922 roku został zweryfikowany w stopniu majora ze starszeństwem z dniem 1 czerwca 1919 roku i 36. lokatą w korpusie oficerów jazdy. Po powrocie do kraju pełnił służbę w macierzystym pułku w Suwałkach. 1 grudnia 1924 roku został mianowany podpułkownikiem ze starszeństwem z dniem 15 sierpnia 1924 roku i 6. lokatą w korpusie oficerów kawalerii. Następnie został przeniesiony do rezerwy. Pozostawał w ewidencji Powiatowej Komendy Uzupełnień Warszawa Miasto III. Posiadał przydział w rezerwie do 1 pułku Ułanów Krechowieckich.
Olimpijczyk z St. Moritz 1928; startował w piątkach bobslejowych (w latach późniejszych startowały tylko czwórki), gdzie zajął 16. miejsce. Jego partnerami w załodze byli : Antoni Bura, Józef Broel-Plater, Jerzy Potulicki i Jerzy Łucki
Zmarł 26 października 1933 roku w Warszawie. Został pochowany w grobie rodzinnym w Sokołowie. Był żonaty z Alicją Halama, z którą miał syna (ur. 27 października 1932 roku) .

## Ordery i odznaczenia
- Krzyż Srebrny Orderu Wojskowego Virtuti Militari nr 167 – 1921[14]
- Krzyż Oficerski Orderu Odrodzenia Polski – 2 maja 1923 „w uznaniu zasług, położonych dla Rzeczypospolitej Polskiej na polu dyplomatycznem”[15][16]
- Krzyż Walecznych – dwukrotnie
- Medal Niepodległości – 17 września 1932 roku „za pracę w dziele odzyskania niepodległości”[17]
- Medal Zwycięstwa („Médaille Interalliée”) – 1925[18]